# Districte de Tel-Aviv
El districte de Tel-Aviv (en hebreu: מחוז תל אביב) és un dels sis districtes d'Israel. La capital del districte és la ciutat de Tel-Aviv-Jaffa. Té una superfície de 171 km² i 1.177.300 habitants (31/12/2004). El districte inclou tres regions naturals: la regió de Tel-Aviv, la regió de Holon, i la regió de Ramat Gan.

## Poblacions
| Ciutats | Consells locals          |
| --- | ------------------------ |
| - Bat Yam - Bené-Berac - Guiv'atayim - Hertseliyya - Holon - Onó - Or Yehuda - Ramat Gan - Ramat ha-Xaron - Tel-Aviv-Jafa | - Azor - Kefar Xemaryahu |

| Quibuts    | Llogaret juvenil |
| ---------- | ---------------- |
| - Glil Yam | - Mikveh Israel  |